# Bagle (Computerwurm)
Bagle ist ein am 18. Januar 2004 erstmals entdeckter Massen-E-Mail-Computerwurm. In den folgenden Jahren kam es zu mehreren Versionen und Nachfolgern von Bagle.
Varianten von 2006 sind äußerst zerstörerisch. Zahlreiche Varianten mit verschiedensten Schadfunktionen sind bekannt. Charakteristisch für die Bagle-Familie ist die relativ unauffällige Kompromittierung und Ausnutzung des Zielsystems bei gleichzeitig sehr effizienter Verbreitung nach dem Schneeballsystem.

## Funktion

### Vervielfältigung
Bagle infiziert alle Windows-Betriebssysteme über manuelles Ausführen eines E-Mail-Dateianhanges, in der Regel eine .exe-Datei mit zufällig generiertem Dateinamen.
Der Wurm deaktiviert zunächst vorhandene Sicherheitssysteme wie Virenscanner und Personal Firewall, kopiert dann „bbeagle.exe“ ins Systemverzeichnis und öffnet den Port TCP/6777.
Um sich weiterzuverbreiten, sammelt Bagle E-Mail Adressen u. a. aus den folgenden Dateiformaten auf dem Opfer-PC und verschickt sich selbst an die gefundenen Adressaten: .wab, .txt, .htm oder .html. Der Wurm verwendet dazu seine eigene SMTP-Routine über Port 25.
Neben dem Ressourcenverbrauch auf dem PC und im Netzwerk besteht die Gefahr der Rufschädigung, da Bagle gefälschte E-Mails oft an die eigenen privaten oder geschäftlichen Kontakte im Adressbuch verschickt.
Dateinamen und die verwendeten Ports sind aufgrund der Vielzahl an Varianten sehr unterschiedlich. Einige Varianten verwenden zudem peer-to-peer  und/oder legen Backdoors an. Weiterhin wird gegebenenfalls zusätzlicher Code von verschiedenen Websites heruntergeladen.

### Retro-Techniken und Payload
Varianten von 2006 löschen zudem Schlüssel in der Windows-Registrierungsdatenbank, die für das automatische Starten bestimmter Antiviren- oder Sicherheitssoftware nötig sind. Die Varianten von 2006 sollen alle Möglichkeiten ausschließen, den Wurm zu entfernen. Der Wurm geht dabei wie folgt vor:
1. Die Möglichkeit, im abgesicherten Modus hochzufahren, um den Virus zu entfernen, wird per Registrylöschung abgeschaltet (Bluescreen).
2. Alle dem Wurm bekannten Virenscanner werden blockiert und ausgeschaltet.
3. Die CPU-Auslastung wird ständig auf 100 % gehalten. (Arbeiten nur noch im Taskmanager möglich)
4. Die Internetverbindung wird entfernt, um auch von dieser Seite keine Maßnahmen gegen den Malwarebefall zuzulassen.

Der Wurm tarnt sich mit folgenden Dateien: hldrrr.exe, hidr.exe oder srosa.sys, außerdem legt er unsichtbare Ordner an und installiert ein Rootkit. Sobald ein Ordner mit einem Rootkit-Tool gefunden und gelöscht wird, legt er neue an. Zusätzlich kopiert sich die Datei hldrrr.exe in diese verschiedenen versteckten Ordner, sobald versucht wird, diese zu löschen. Da es kaum möglich ist, mit Virenprogrammen alle hldrrr.exe-Würmer gleichzeitig zu finden, war ein Wiederherstellen des Systems mit zeitgemäßen Techniken fast ausgeschlossen. Virenscanner auf eigenen Bootmedien etablierten sich erst in den folgenden Jahren.

## Belege
1. ↑  Trend Micro: WORM_BAGLE.EN - Technical details. 19. Juni 2007.